# Liesbeth Spies
Pour les articles homonymes, voir Spies.
Jantje Wilhelmina Elisabeth Spies, dite Liesbeth Spies, née le 6 avril 1966 à Alphen-sur-le-Rhin, est une femme politique néerlandaise. Membre de l'Appel chrétien-démocrate (CDA), elle est ministre des Affaires intérieures et des Relations au sein du Royaume de 2011 à 2012, bourgmestre par intérim de Stichtse Vecht en 2014 et bourgmestre d'Alphen-sur-le-Rhin depuis cette date.

## Biographie

### Premiers engagements politiques
Diplômée en droit et économie de l'université de Leyde, Liesbeth Spies est représentante à la Seconde Chambre des États généraux du 23 mai 2002 au 17 juin 2010. Le 1er novembre 2010, elle devient présidente intérimaire de l'Appel chrétien-démocrate, une fonction d'importance moindre par rapport à celle de chef politique. Elle succède à Henk Bleker, nommé secrétaire d'État auprès de Maxime Verhagen, ministre des Affaires économiques, de l'Agriculture et de l'Innovation. Elle cède le poste le 2 avril 2011 à Ruth Peetoom, élue de plein titre lors du congrès du parti.
À la suite des élections provinciales du 2 mars 2011, Liesbeth Spies entre aux États provinciaux de Hollande-Méridionale, puis à la députation provinciale le 27 avril suivant.

### Ministère de l'Intérieur
Le 16 décembre 2011, elle succède à Piet Hein Donner, appelé à devenir vice-président du Conseil d'État, en tant que ministre des Affaires intérieures et des Relations au sein du Royaume au sein du premier cabinet de Mark Rutte, démissionnant dès lors de ses fonctions en province de Hollande-Méridionale.
Le 18 mai 2012, elle se porte candidate pour mener la liste chrétienne-démocrate aux élections législatives la même année, mais se place cinquième sur six prétendants, Sybrand van Haersma Buma remportant le scrutin dès le premier tour avec 51,4 % des voix. Lors de la prise de fonction du cabinet Rutte II, le CDA n'entrant pas dans la coalition gouvernementale, elle est remplacée, le 5 novembre 2012, par le travailliste Ronald Plasterk.

### Bourgmestre d'Alphen-sur-le-Rhin
Après un intérim de cinq mois à la fonction de bourgmestre de Stichtse Vecht en 2014, poste auquel elle est installée par Willibrord van Beek, alors commissaire du Roi en province d'Utrecht, elle devient en décembre de la même année bourgmestre d'Alphen-sur-le-Rhin pour un mandat de six ans. En 2020, elle indique ne pas être candidate pour être bourgmestre de La Haye à la suite de la démission de Pauline Krikke et l'intérim de Johan Remkes, souhaitant voir son mandat à Alphen-sur-le-Rhin renouvelé.